# Sudak
Sudak (tiếng Ukraina: Судак) là một thành phố thuộc bán đảo Krym. Thành phố này có diện tích ? km2, dân số theo điều tra dân số năm 2001 là 14495 người.